# Podstražje
Podstražje – wieś w Chorwacji, w żupanii splicko-dalmatyńskiej, w mieście Vis. W 2011 roku liczyła 40 mieszkańców.